# 탕즈쥔
탕즈쥔(중국어 정체자: 湯智鈞, 간체자: 汤智钧, 병음: Tāng Zhìjūn, 한자음: 탕지균, 2001년 3월 16일~)은 대만의 양궁 선수이다. 2020년 하계 올림픽 양궁 남자 단체전에서 은메달을 획득했다.